# 198-я танковая бригада
 198-я отдельная танковая бригада  — танковая бригада АБТВ Красной армии, в годы Великой Отечественной войны.
Сокращённое действительное наименование — 198 отбр.

## Боевой и численный состав
Бригада сформирована по штатам № 010/345-010/352 от 15.02.1942 г.:
- Управление бригады [штат № 010/345]
- 197-й отдельный танковый батальон [штат № 010/346]
- 198-й отдельный танковый батальон [штат № 010/346]
- Мотострелково-пулемётный батальон [штат № 010/347]
- Противотанковая батарея [штат № 010/348]
- Зенитная батарея [штат № 010/349]
- Рота управления [штат № 010/350]
- Рота технического обеспечения [штат № 010/351]
- Медико-санитарный взвод [штат № 010/352]

## В составе
Периоды вхождения в состав Действующей армии: с 15 апреля по 24 июня 1942 года.
| Дата            | Фронт (округ)            | Армия     | Корпус               | Примечания |
| --------------- | ------------------------ | --------- | -------------------- | ---------- |
| 01.03.1942 года | Московский военный округ |           |                      |            |
| 01.04.1942 года | Московский военный округ |           |                      |            |
| 01.05.1942 года | Юго-Западный фронт       | 6-я армия | 21-й танковый корпус |            |
| 01.06.1942 года | Юго-Западный фронт       | 6-я армия | 21-й танковый корпус |            |

## Командиры

### Командиры бригады
- Дроздов Пётр Дмитриевич, полковник (26.05.1942 погиб в бою), 14.03.1942 — 26.05.1942 года.[1]

### Начальники штаба бригады
- Лященко Михаил Иванович, капитан, ??.02.1942 — 29.05.1942 года.[2]
  - Заместитель начальника штаба по оперативной работе Д. Т. Березовец, капитан[3]

### Начальник политотдела, заместитель командира по политической части
- Кожинов Константин Константинович, батальонный комиссар, 27.02.1942 — 31.05.1942 года.